# Return to Abandoned
Return To Abandoned — четвёртый студийный альбом украинской блэк-метал группы Khors, вышедший в 2010 году на киевской студии Blacklight.

## Об альбоме
Return To Abandoned представляет собой среднетемповый мелодичный пейган-блэк-метал.
К записи своего четвёртого альбома коллектив приступил в феврале 2010 года в киевской студии Blacklight. Запись была завершена в июне того же года. Альбом получил название Return To Abandoned. В декабре 2010 года выходит на американском лейбле Paragon Records и на Irond Records специально для жителей стран СНГ.

## Стиль, тематика, отзывы критиков
Как и предыдущие альбомы, Return To Abandoned представляет собой среднетемповый и достаточно мелодичный пейган-блэк-метал, насыщенный музыкальными рисунками и всевозможными ритмическими поворотами. Композиции варьируются от медленных, почти эмбиентных, до среднетемповых, отличающихся плотным гитарным звучанием и высоким качеством исполнения. Тексты песен всё так же восхваляют величие природы и её первозданность.
Критик Дэйв Шалек в своей рецензии назвал альбом качественным и «типичным для группы», но недостаточно «яростным» для блэк-метала и скорее напоминающим по стилю фолк-метал.

## Список композиций
1. «The Arrival (intro)» — 0:46
2. «Lost Threads» — 3:52
3. «Asgard’s Shining» — 6:18
4. «Song of the Void» — 5:44
5. «The Fog (…and Grief Still Moans)» — 5:56
6. «Mysteries Cosmos» — 4:27
7. «The Seas Burn of Omnipotence» — 9:52
8. «Sacrament of Buyan» — 5:30

## Участники записи

### Группа
- Helg — вокал, гитара
- Warth — гитара
- Khorus — бас-гитара
- Khaoth — ударные, перкуссия

### Приглашённые музыканты
- Saturious (Nokturnal Mortum) — клавишные